# さんまのヒットマッチ
『さんまのヒットマッチ』は、1985年3月3日から同年12月29日までテレビ朝日系列局で放送されていたテレビ朝日制作の音楽番組である。放送時間は毎週日曜 11:00 - 11:45 （日本標準時）。

## 概要
前番組『Do-Up歌謡テレビ』から引き続き明石家さんまが単独でMCを務めた冠番組。毎週4組の歌手をゲストに招き、前半・後半に別れて2組ずつ対決形式で様々なバラエティ企画に挑む音楽バラエティ番組である。
当初のタイトルは『生だ!さんまのヒットマッチ』で、テレビ朝日本社至近にある東日ビル（当時の東京日産本社ビル、現在の六本木ヒルズノースタワー）1階ギャラリーを特設サテライトスタジオにして公開生放送を行っていた。ただし、バンドなどの事前準備を要する曲のパートに限り、テレビ朝日本社スタジオで事前収録していた。
その後、事前収録と場所借用のコストなどの問題から、全編テレビ朝日本社スタジオでの録画放送を行うようになった。さらに7月7日放送分をもってタイトルから「生だ!」が外れ、『さんまのヒットマッチ』に改められた。

## スタッフ
- 構成：笠博勝、益子一男／佐野仁
- ディレクター：山本清
- プロデューサー・演出：鈴木宏男